# Pavao Dragićević
Pavao Dragićević (Tješilo kraj Fojnice, oko 1696. – Fojnica, 14. veljače 1773.), franjevac i biskup. 
Nakon školovanja u franjevačkom samostanu u Fojnici i u Italiji obavljao je pastoralne službe i bio definitor u Bosanskoj provinciji (1738. – 1740.). Na prijedlog zadarskog nadbiskupa Vicka Zmajevića 15. prosinca 1740. imenovan je dijumenskim biskupom te apostolskim vikarom u Bosni i Hercegovini. Objavio je dva izvješća o kanonskim pohodima 1743. i 1762. u kojima su sačuvani statistički podatci o katoličkim vjernicima pol. XVIII. stoljeća.
Zbog iscrpljenosti i teške bolesti tražio je razrješenje od dužnosti što je Sveta Stolica uvažila te na njegov prijedlog imenovala fra Bonu Benića libistrinskim biskupom i apostolskim vikarom u Bosni koji zbog starosti nije prihvatio dužnost, tako da je Kongregacija za Dragićevića nasljednika imenovala fra Marijana Bogdanovića. Nakon ostavke povukao se u samostan u Fojnici gdje je živio do smrti. Pokopan je u franjevačkoj crkvi u Fojnici.